# Ryszard Chwastek
Ryszard Chwastek (ur. 1955) – pułkownik rezerwy Wojska Polskiego, były dowódca 12 Szczecińskiej Dywizji Zmechanizowanej, zasłynął spektakularnym odejściem z armii.

## Życiorys
Ukończył Wyższą Oficerską Szkołę Samochodową w Pile w 1978, a następnie służył w 24 Pułku Czołgów w Stargardzie Szczecińskim. W 1984 dostał się na studia do Akademii Sztabu Generalnego, które ukończył z wyróżnieniem w 1987. W tym samym roku dostał stanowisko szefa sztabu 9 Pułku Zmechanizowanego w Stargardzie Szczecińskim. Następnie dowodził 33 Pułkiem Zmechanizowanym w Budowie koło Złocieńca. W 1993 został przeniesiony na stanowisko szefa wydziału operacyjnego 8 Dywizji Obrony Wybrzeża w Koszalinie, został następnie szefem sztabu 8 Dywizji Obrony Wybrzeża w Koszalinie. Po ukończeniu Podyplomowego Studium Operacyjno-Strategicznego został szefem sztabu 12 Dywizji Zmechanizowanej w Szczecinie (1999–2000), a następnie jej dowódcą (2000–2002).
6 sierpnia 2002 roku pułkownik Chwastek zorganizował konferencję prasową. Odczytał na niej swój list otwarty do kadry Wojska Polskiego. Mówił o mafijnym stylu działania, bałaganie w armii, „zgniliźnie w kierownictwie Wojska Polskiego”. Za taki stan rzeczy obwinił ministra obrony Jerzego Szmajdzińskiego, szefa Sztabu Generalnego Czesława Piątasa i dowódcę wojsk lądowych Edwarda Pietrzyka. Chwastek zwrócił się zarazem do prezydenta Aleksandra Kwaśniewskiego o zwołanie nadzwyczajnego zebrania mężów zaufania w jednostkach po to, by mogli się wypowiedzieć, czy popierają jego wotum nieufności wobec kierownictwa MON.
Rokosz Chwastka został fatalnie przyjęty przez media, polityków, a także przez opinię publiczną. W październiku 2002 roku wystartował w wyborach samorządowych, kandydując na urząd prezydenta Szczecina. Kandydaturę pułkownika poparła Liga Polskich Rodzin. Chwastek otrzymał 5,66% głosów, odpadając jeszcze w I turze. 
W 2003 Wojskowy Sąd Okręgowy w Poznaniu uznał, że Chwastek jest winny niewykonania rozkazu, który polegał na zakazie organizacji konferencji prasowej. Sąd skazał go na rok więzienia w zawieszeniu na dwa lata oraz obniżenie stopnia wojskowego do stopnia podpułkownika. Od powyższego wyroku pułkownik Chwastek odwołał się do Izby Wojskowej Sądu Najwyższego. W czerwcu 2003 roku Sąd Najwyższy uchylił zaskarżony wyrok Sądu Okręgowego w części dotyczącej obniżenia stopnia wojskowego i utrzymał oficerowi stopień pułkownika. 
Nazwisko Chwastka pojawiło się jeszcze w mediach w 2006, gdy LPR weszła do koalicji rządowej z PiS. Partia Romana Giertycha proponowała, żeby pułkownik został wiceministrem obrony narodowej. Pomysł upadł, bo Jarosław Kaczyński nie zgodził się, by nominaci LPR i Samoobrony weszli do resortów siłowych.

## Życie prywatne
Ryszard Chwastek ma żonę Elżbietę oraz dwie córki: Magdalenę i Justynę.